# Speed Racer
Speed Racer, conhecido como Mach Go Go Go (マッハGoGoGo, Mahha Gō Gō Gō) no Japão, é uma série de mangá e anime dos anos 1960, criado por Tatsuo Yoshida sobre corridas de automóveis. Speed Racer (nome dado na adaptação norte-americana do anime, que nunca diz o nome original Go Mifune), um jovem e audaz piloto de corrida de 18 anos, dirige o carro Mach 5, criado por seu pai (Pops Racer) e vive diversas aventuras dentro e fora das corridas.
O sobrenome Mifune é uma homenagem ao ator japonês Toshiro Mifune, protagonista do filme Os Sete Samurais, que interpretou o piloto  Izo Yamura no filme Grand Prix (1966)..
O desenho é muito conhecido pela sua canção tema e pela ótima trilha sonora, que tocava ao fundo e tornava ainda mais emocionantes as corridas em que o piloto Speed participava, sempre repletas de acidentes espetaculares e "golpes sujos" dos participantes, tais como seus mais célebres rivais, a "Equipe Acrobática" e o "Carro Mamute". As corridas eram em locais inusitados, como selvas, desertos e até uma realizada dentro de um vulcão.
A série chegou aos Estados Unidos ainda em 1967 com o nome de Speed Racer pela empresa Trans-Lux. Na década de 1990, os direitos no Ocidente foram administrados pela Speed Racer Enterprises, Os direitos expiraram em 2011, o que acabou gerando um processo pela Tatsunoko. Em outubro de 2014, a Speed Racer Enterprises foi condenada a pagar uma indenização de 1 milhão de dólares.
O filme Speed Racer - Filme foi lançado em 9 de Maio de 2008  um filme em live-action, distribuído pela Warner Bros. e baseado na história original. Ele é dirigido pelas Irmãs Wachowski.

## Mangá
Mach GoGoGo foi criado e desenhado por Tatsuo Yoshida (1932-1977) como uma série de mangá publicada entre 1966 e 1968 na revista Shōnen Book e deu o salto para a televisão como uma série de anime em 1967. O mangá foi releitura de um trabalho anterior de Yoshida, Pilot Ace. O enredo principal do Pilot Ace formaria a estrutura para Mach GoGoGo, que seguiu as aventuras de um jovem ambicioso que se tornou um piloto profissional.

## Personagens
- Speed Racer (Go Mifune)- Está sempre disposto a lutar pela justiça e por seus amigos e sonha em torna-se o Campeão do Mundo, Tem 18 anos.
- Corredor X (The Masked Racer) (Fukumen Rēsā?), o corredor mascarado (Racer-X, ou Corredor-X, no Brasil) - Na verdade ele é Rex (Kenichi Mifune), o irmão mais velho de Speed. Certo dia, pegou escondido o carro de corrida de Pops Racer e foi disputar uma prova. Mostrou grande audácia e velocidade ao volante, ultrapassou todos corredores e a alguns metros de distância da linha de chegada, sofreu um acidente. Pops discutiu com Rex, que não queria que seu filho voltasse às pistas, Furioso, Rex fugiu de casa e nunca mais voltou nem deu notícias. Anos mais tarde, reaparece, já como o misterioso Corredor X, mas ninguém sabe sua identidade secreta e tornou-se agente secreto da Interpol.
- Gorducho (Kurio Mifune) - o irmão mais novo de Speed, com 7 anos de idade, junto com Zequinha (Chim Chim em inglês ou na versão dublada, ou Sanpei em japonês), seu macaco de estimação, estão sempre presentes nas aventuras, normalmente escondidos no porta-malas do Mach 5. Sempre aparecem em situações cômicas, mas também como a "arma secreta" de Speed, ajudando-o a se livrar dos apuros, assim como o faz o outro irmão de Speed, o Corredor X.
- Trixie (Michi Shimura) - É a namorada de Speed (apesar de nunca tê-lo beijado no desenho), tem 18 anos e faz parte da equipe, pilotando o helicóptero que auxilia Speed quando ele se mete em encrencas mas as vezes e a própria Trixie quem se mete em encrencas e sobra pro Speed salva-la.
- Pops Racer (Daisuke Mifune)- É o pai de Speed. Mecânico muito talentoso e expert na criação de carros. Após ser demitido de uma grande empresa de corridas, resolveu montar sua própria equipe e efetivar o seu mais audacioso projeto: a construção do Mach 5.
- Moms Racer (Aya Mifune) - Ela raramente aparece no anime ou mangá e quando aparece possui diálogos limitados.
- Inspetor Detetive - Inspetor das polícia que sempre solicita a ajuda de Speed em vários casos, e conta com a ajuda dele também.
- Sparky (Sabu) - É mecânico faz-tudo da equipe, sempre tentando evitar que Speed se dê mal tomando decisões precipitadas, tanto dentro como fora das pistas, além de ser um dos melhores amigos de Speed.

## Veículos mostrados na série animada

### O Mach 5
Speed Racer usou o carro na série (conhecida como o "Mach Go", na versão japonesa), uma maravilha tecnológica, contendo diversos acessórios úteis entre seus equipamentos. Gō Mifune/Speed Racer tem acesso a estes dispositivos pressionando botões marcados de "A" a "G" sobre um console no volante do carro. Este conceito único de carro, construído sobre um lustroso e branco chassi, tem um grande "M" vermelho em seu capô, o logotipo da empresa familiar, Mifune Motors (mudado para Racer Motors na versão americana do anime e no filme live action). O carro, de dois lugares, tem seu interior na cor vermelha. Lembra a Berlineta Ferrari Dino e a Ferrari 250 Testa Rossa e o barulho de seu motor remete a semelhanças com o Ferrari V12 com câmbio mecânico de 6 velocidades e controle de tração 

Painel do Mach 5.

O "5" é brasonado em ambas as portas laterais do carro, servindo também como seu número nas corridas. É o quinto carro construído por Pops e denominado "Mach", série desenvolvida para as corridas. Apesar de ser tecnicamente inferior a outros veículos, tais como o Carro Mamute e o GRX, o Mach 5 tende a ganhar mais corridas por conta de sua velocidade e da superior habilidade de condução de seu piloto.
O Mach 5 foi roubado de Speed algumas vezes, uma das quais por Cornpone Blotch onde teve o carro para adicioná-lo ao seu veículo na coleção "Garota Daredevil". No entanto, geralmente Speed consegue recupera-lo no final do episódio. Em um dado ponto, o carro foi reproduzido, em desenhos e modelos e, com as mais diversas funções, por Speed Racer e um especialista, Dr. Nightcall. No entanto, esta réplica, com outras novas funções, que mais tarde iriam inspirar funções do carro em remakes do desenho, entre as quais, os Aero Jacks, utilizado como um substituto para os Auto Jacks (usados para levantar o carro para reparos ou nos saltos, durante as corridas) em Speed Racer X.
Mais tarde, nas adaptações, haveria uma série de "Mach" constituída por outras variantes, como o Mach 4 e Mach 6, além do Mach 1 de Rex Racer e do Mach 5. Estes carros foram introduzidos, posteriormente, nos quadrinhos e nos brinquedos, e apareceram no filme live action.

### O Estrela Cadente (Shooting Starem inglês)
O Shooting Star é o carro do Racer-X (Corredor-X, no Brasil), na cor amarelo-vivo, com um para-choques dianteiro preto, com o número 9 sobre o capô e nas laterais. O motor do carro está localizado na parte de trás e é uma máquina muito ágil, muitas vezes exibindo habilidades semelhantes ou acima às do Mach 5. Muitas de suas características de alta tecnologia permitiram Racer X ficar de olho em Speed Racer, que é seu irmão mais novo.
Mais tarde, nos quadrinhos escritos por Tommy Yune, Rex adquire o carro que ele nomeia "Shooting Star" do Príncipe Kabala de Kapetepek. Durante seu treinamento com o líder real, Rex é informado de que é o nono aluno de Kabala, daí o número 9. Rex também desenvolveu outros carros com o número 9 pintado, com esquemas semelhantes e com nomes variados, como "Falling Star (Estrela Cadente)".
Em 2008, na adaptação cinematográfica, o carro aparece, mas seu nome não é mencionado. O carro era o único automóvel realmente construído, além do Mach 5, para o filme, com recursos de armas como metralhadoras montadas acima do cockpit e sob o chassi. Além deste carro, Racer X também dirige um carro construído para as competições no filme, um T-180. Este carro foi intitulado o "Augúrio" no filme e no jogo homônimo. Tal como Racer X da rua sem nome, o carro apresenta um número 9 e é colorido de preto e amarelo com um grande "X" na parte da frente. O T-180 só faz uma aparição no filme, quando Racer X corre para proteger Speed depois que ele rejeitou a oferta da Royalton.

### O Carro Mamute
Supostamente o maior veículo de corrida no mundo. Projetado depois de um tempo muito tempo como um  caminhão, o mamute, que lembra um trem. O carro é vermelho e é construído principalmente por infames pelo vilão Cruncher. O carro mamute foi construída quase inteiramente de US$ 50.000.000 em ouro roubado em barras. Ao participar de "A corrida mundial sem limites', Cruncher quis transportar o ouro roubado para fora do país. O motor principal do mamute tem 7500 cavalos (5600 kW). Cada roda tem também um motor com 1500 cavalos (1100 kW). No total, o carro mamute é dirigido por 30000 cavalos (22000 kW). É possível viajar a 500 mph (800 km/h), em qualquer tipo de estrada e em qualquer tipo de terreno. Ele tem freios magnéticos e tem mais de 200 jardas (180 m) de comprimento, tornando o carro mamute um dos carros mais interessantes da série. Foi destruído depois que caiu em uma refinaria de petróleo e derreteu pelo intenso calor.
O carro mamute faz uma pequena Cameo, em 2008 o filme na cena onde Cruncher interroga Taejo Togokhan depois que ele resiste Royalton Indústrias na corrida que fixa as empresas. Eles foram interrompidos por Corredor X, que batalha com o mamute e salva Taejo. O carro mamute neste filme é mostrado a ter visão para os seus condutores a atirar para fora do veículo, tal como na série original, e é mostrado ao fogo mísseis a partir de sua mira.
O carro mamute também faz uma aparição junto com o Flash Marker Jr. X3 em Speed Racer: The Next Generation, no segundo e terceiro episódios de "The Fast Track (em português, A pista veloz)" como um programa inimigo do show da pista virtual corrida. Apesar do carro mamute é prestado em CGI após a sua concepção original anime, o carro está faltando a sua churrasqueira e muitos outros detalhes que apareceram no anime original. O carro mamute neste episódio faz o mesmo som, como o fez no anime, feita quando foram transformadas em seus faróis. Ela presta homenagem à série original, usando a sua assinatura em torno de ataque e circunda um rival.
Na verdade, o Carro Mamute é um misto de super-caminhão com um ônibus multiarticulado e ele lembra o motorhome de escuderia da Fórmula 1 usadas na Europa e sua cor vermelha é indiretamente uma alusão a Ferrari e em veículos como estes as equipes de Fórmula 1 levam carros, peças, equipamentos, computadores, motores, sala de reunião de pilotos e engenheiros e empresários, dormitórios.

### O Malange e o X3
O carro Malange era um carro de corrida numerado "3" pilotado pelo corredor Flash Marker. O Malange foi nomeado em homenagem ao cavalo de Napoleão, que salvou sua vida várias vezes em batalhas. O chassi do Malange foi colorido com dois tons de roxo e tinha o motor exposto no seu capô. Durante a "Corrida em Perigo, o Malange, juntamente com Marker, fatalmente foi capturado por membros das três Roses Club.
Desde então, o filho de Flash, Flash Marker Jr., tinha desejado sobre os três Roses Club vingança através da construção de um carro com um lustroso chassi preto marcado "X3". O carro foi conduzido através de controle remoto e um robô simulando o piloto foi colocado no banco do condutor, de radiodifusão as frases "Malange continua a correr" e "Malange está vivo" para assombrar os Três Roses Club. O X3 foi utilizado principalmente para deliberadamente bater fatalmente e matar os filiados com os três Roses Club, deixando um bilhete marcado para assombrar X3 e os Roses Club, mais outros membros que ainda não tenham sido mortos. Speed, que tinha se oferecido para ajudar a polícia, os perseguiu até descobri-los num trem.
Speed, notando seu robô "condutor", leva-o de volta para a polícia para investigação. Entretanto, Flash Marker Jr. secretamente naufragou e trouxe de volta o carro da pista e formar o seu quadro com substituída uma réplica do original Malange em seu automóvel subterrâneo secreto para se preparar para a próxima corrida em Perigo Pass. Uma vez que é o mesmo carro com o chassis do melange, o carro ainda podem ser controladas remotamente. O novo melange ainda está numerada "3", mas ele tinha a capacidade de ser alteradas através do controle remoto para "X3", tornando os condutores dos Três Roses Club perceber que a nova Malange é na realidade o X3. O carro, pilotado pela irmã de Flash Jr., Lily é controlado por Flash Jr. Speed e Trixie conseguem salvar a Lily, em seu helicóptero, foi utilizado para fatalmente bate em duas dos Três Roses até que ela foi destruída quando ele perdeu o controle e caiu no final os três dos Roses Club, e o Flash Marker Junior ao ver o Malange destruido seu helicoptero acaba batendo numa montanha e o Flash Marker Junior acaba morrendo.
A X3 faz um Cameo juntamente com o mamute em Speed Racer Car: The Next Generation como um inimigo de um programa virtual. O carro tem o mesmo desenho que o original X3, mas prestados em forma CGI, tal como acontece com todos os outros carros da corrida nas sequências. Ela presta homenagem ao original anime a fazer o mesmo sinal sonoro utilizado na antiga série.

### O GRX
O GRX era tecnicamente um motor, mas tornou-se mais identificado com o carro dourado em que o motor estava alojado no episódio da série "Carro mais rápido na Terra." O motor foi projetado por Ben Cranem, e foi responsável por colisões e mortes de quatro condutores de testes, incluindo o seu inventor, devido à impossibilidade de condução em altas velocidades. Quando Cranem morreu, o motor GRX foi enterrado com ele, mas Oriana Flub e seus homens recuperam o motor e colocam-no em um elegante carro, dourado e chassi refeito.
Oriana convenceu Speed a testar e conduzir o carro com o GRX e foi pulverizado com um soro especial conhecido como o V-gás usado artificialmente para melhorar seus reflexos. O V-gás provoca o piloto para se tornar extremamente arrojado e se o condutor consumir um composto que contenha água, inviabilizar a sua mentalidade a desenvolver uma forte fobia de velocidade. Tal como os outros motoristas em que foi testado o gás, Speed ficou assustado até mesmo com as mais baixas velocidades. No entanto ele recupera a vontade de correr devido a Pops ajudar na corrida que se seguiu. Até então, o carro tinha um novo piloto, o filho de Cranem, Curly. Curly tomou o V-gás e logo experimentou seus efeitos colaterais. O GRX e seu motor e foram destruídos quando ele fatalmente caiu devido a efeitos secundários do V-gás.
Em 2008, na adaptação cinematográfica, o nome faz uma aparição como um carro desenvolvido pela Indústrias Royalton e conduzido por Jack "Bala de Canhão" Taylor. O carro não se mantém nas histórias anime a partir do seu homólogo, e é redesenhado para a corrida da concorrência do filme. É numerado 66 e colorido de marrom e ouro e foi transformado a partir de um de dois lugares para um único-lugares. No Grande Prêmio de corrida que encerra o filme, o GRX é o principal concorrente de velocidade no Mach 6 e os recursos de uma arma secreta com uma espécie de "lança-gancho" que é ilegal na corrida profissional. Speed utiliza câmeras para monitorar e revelar este dispositivo, que ajudantes, no caso que é construída pelo Inspetor Detetive contra Royalton.

## Mach 5: Arsenal
O Mach 5, carro de corrida de Speed, tinha um arsenal de equipamentos que ajudavam Speed a se safar das enrascadas em cada uma de suas aventuras. Em seu volante existe um painel de controle com 7 botões, cada equipamento especial estava relacionado com a letra de seu respectivo botão:
- A - Macacos Hidráulicos (Autojack): Macaco automático - Originalmente Speed usa para agilizar o pit stop do Mach 5. Mas em movimento faz com que o carro seja catapultado e salte obstáculos. Os macacos automáticos existem em carros de Stock car e Formula Indy Cart (Indy Champ Car) e Indy IRL e outras categorias de automobilismo e em caminhões, mas não é para saltos como na série.
- B - Pneus Aderentes (Controle de Tração) (Belt Tire (Traction Control)): Cinta que recobre os pneus permitindo andar em terrenos irregulares - Um ensaio de Controle de tração usado atualmente, principalmente nos carros da Fórmula 1 em carros de competição e carros de rua. Na série. Speed utiliza este controle para transferir a potencia do motor de seu carro para as rodas dando melhor potência e tração. É realmente um controle de tração.
- C - Serras Elétricas (Cutter): Duas serras que aparecem na frente do carro e cortam qualquer obstáculo.
- D - Escotilha, Defesa de balas (Defenser): Para-Brisa em forma de cápsula à prova de balas.
- E- Faróis Dianteiros (Evening Eye): Faróis Super Brilhantes.
- F - Periscópio (Frogger): Equipamento para dirigir embaixo d´água (Carga de Oxigênio e Periscópio) o Periscópio do Mach 5 lembra as câmeras on board dos carros de corrida e da Fórmula 1.
- G - Gizmo Robot: Robô mensageiro em forma de pombo que dá a localização exata do Mach 5 e que também tem um pequeno gravador de voz.
- H - Controle do Gizmo: Se encontra no meio dos assentos, controla os movimentos de Gizmo.

## Spin-offs

### Séries animadas
Em 1993, é lançada a série animada The New Adventures of Speed Racer produzida pelo estúdio americano Murakami-Wolf-Swenson, com apenas 13 episódios, a série dava sequencia aos eventos do anime original. Apesar de ser baseada num anime, ela não pode ser considerada um murikanime por não apresentar influências do estilo de produção japonesa.
Em 1997, em comemoração ao 30 anos do anime original, a Tatsunoko lança um reboot, que no Ocidente recebeu o título de Speed Racer X, nessa versão, o sobrenome do piloto é Hibiki, ao invés de Mifune.
Em 2006, é lançada a websérie Speed Racer Lives.
Em 2008, a Tatsunoko lança o anime Mach Girl e o estúdio Lions Gate lança a série Speed Racer: The Next Generation, protagonizada pelos filhos de Speed Racer.
Em 2013, foi lançado o filme indiano-americano Speed Racer: Race to the Future.
Em 2015, a Tatsunoko anunciou que pretende lançar um novo anime.

### Histórias em quadrinhos
Em meados da década de 1970, a argentina Editorial Abril, editora de César Civita, irmão de Victor Civita da Editora Abril brasileira, lançou a revista Las aventuras de Meteoro, com histórias produzidas por artistas argentinos, essas histórias também foram publicadas pela Editora Abril brasileira, que também encomendou histórias a artistas locais.
Em 1987, a editora americana Now Comics publicou uma revista de Speed Racer que durou 38 edições, com capas assinadas por Ken Steacy, no ano seguinte, publicou uma série solo do Corredor X, em 1993, publicou um crossover com Ninja High School de Ben Dunn e uma série inspirada na série animada The New Adventures of Speed Racer,  no ano seguinte, a brasileira  Editora Escala publicou com o título "As Novas Aventuras de Speed Racer".
Entre 1999 e 2000, a Wildstorm publica 3 minisséries produzidas pelo coreano Tommy Yune: Speed Racer, Racer X e Speed Racer: Born to Race, ainda em 2000, apenas a primeira minissérie é publicada pela Editora Abril brasileira.
Em 2002 a Conrad Editora lançou um encadernado com três histórias do mangá original. Em julho de 2009, a NewPOP Editora lançou o mangá original de forma completa.
Em 2007 a Sevenn Sea Publishing publicou a graphic novel Speed Racer, escrita por  Dwayne Alexander Smith e ilustrada por Elmer Damasso, no ano seguinte, a editora IDW Publishing adquiriu a licença da franquia, ela publicou edições encadernadas das histórias da Now Comics e da Wildstorm e a minissérie Speed Racer: Chronicles of the Racer, escrita por Arie Kaplan e ilustrada por Robby Musso, em 2008 a Digital Manga lança o mangá completo em dois volumes.

## Vídeo games
Em 1992, a Accolade produziu o jogo Speed Racer in The Challenge of Racer X para DOS. Dois anos depois, a empresa fez Speed Racer in My Most Dangerous Adventures para SNES.
Em 1995, a Namco lançou o arcade Speed Racer, no ano seguinte, foi lançado o jogo de mesmo nome para PlayStation 1.
Em 2006, foi lançado o jogo on-line Speed Racer — The Great Plan, uma produção conjunta de ironmonkey.com e blitinteractive.com, para jogar, era necessário instalar o plugin Adobe Shockwave Player, em 2008, é lançado um jogo baseado no filme para as plataformas Nintendo DS, PlayStation 2 e Nintendo Wii.

## Galeria
| {{{caption}}}      |
| Tatsuo Yoshida.jpg |

|           |
| Imagem 3. |

| {{{caption}}} |
|               |